# جون ريختر
جون ريختر (بالإنجليزية: John Richter)‏ مواليد 12 مارس 1937 في فيلادلفيا، كان لاعب كرة سلة أمريكي. بدأ مسيرته الاحترافية في سنة 1959. تم اختياره من قبل فريق بوسطن سيلتكس خلال الدرافت. حمل الرقم 16. بلغ طوله 6 قدم 9 بوصة (2.1 م). اعتزل اللعب في 1972. فاز بلقب دوري إن بي إيه.

## روابط خارجية
- جون ريختر على موقع إن بي أي (الإنجليزية)
- جون ريختر على موقع سبورتس رفرنس (الإنجليزية)
- جون ريختر على موقع كلية كرة السلة في سبورتس رفرنس.كوم (الإنجليزية)
- جون ريختر على موقع ريلجم (الإنجليزية)
- جون ريختر على موقع بروبوليرز (الإنجليزية)